# Southdale Center
Das Southdale Center ist ein Einkaufszentrum in Edina, Minnesota, einem Vorort der Twin Cities. Es wurde 1956 eröffnet und ist sowohl das erste als auch das älteste vollständig geschlossene, klimatisierte Einkaufszentrum in den Vereinigten Staaten. Southdale Center verfügt über 1.297.608 Quadratfuß (120.551,7 m²) vermietbare Einzelhandelsfläche und enthält 106 Einzelhandelsmieter. Das Einkaufszentrum befindet sich im Besitz der Simon Property Group und die Ankergeschäfte sind u. a. Macy’s, Dave & Buster’s und AMC Theatres.

## Geschichte
Victor Gruen, der Architekt des Zentrums, entwarf das Einkaufszentrum, um das „autozentrierte“ Amerika herauszufordern, das in den 1950er Jahren aufstieg. Seit seiner Eröffnung 1956 litt Southdale unter hohen Leerstandsraten und mehreren Ladenschließungen, konnte sich aber in den letzten Jahren erholen. Mehrere Ergänzungen wurden am Gebäude vorgenommen, darunter eine Renovierung im Jahr 2011, die den Bau eines brandneuen Food Court beinhaltete. Das Southdale Center nutzt trotz dieser Renovierungen weiterhin einen Großteil seiner ursprünglichen Struktur und war im Laufe der Jahre Gastgeber mehrerer Wohltätigkeits- und Gemeinschaftsveranstaltungen.

### 1952–57: Bau und Eröffnung
Durch Oscar Webber wurde Gruen der Familie Dayton vorgestellt, die nach dem Tod ihres Vaters eine gleichnamige Ladenkette besaß und ein Einkaufszentrum erweitern und bauen wollte, um eines ihrer Geschäfte in Edina, Minnesota, weiterzuführen. Webber bestand darauf, dass die Familie Dayton mit Gruen zusammenarbeiten sollte, um sie bei ihren Bemühungen zu unterstützen. Am 17. Juni 1952 wurden die ersten Pläne für das Einkaufszentrum von Gruen und Donald Dayton, dem Präsidenten von Dayton’s, bekannt gegeben. Sie schätzten die Kosten für den Bau des Einkaufszentrums auf rund 10 Millionen US-Dollar. Die öffentliche Resonanz auf die Ankündigung war im Allgemeinen positiv, viele begrüßten das Projekt als Utopie. In einem fast einstimmigen Votum der Stadt Edina wurden die Zonenordnungen geändert, um das Einkaufszentrum zu errichten.